# Florian Rodari
Florian Rodari, né le 7 avril 1949 à Lausanne ou Genève, est un écrivain, éditeur et conservateur suisse. 
Il est le neveu de Philippe Jaccottet. 

## Biographie

### Enfance et études
Florian Rodari naît le 7 avril 1949 à Lausanne ou Genève. Il est le neveu de Philippe Jaccottet.
Il habite à Genève à partir de 1953.
Il a suivi une double formation littéraire et d’historien de l’art à la Faculté des Lettres de l’Université de Genève, dont il est diplômé.

### Conservateur
Après cinq ans passés, de 1973 à 1978, au Cabinet des estampes du Musée d'art et d'histoire de Genève, il dirige de 1979 à 1983 le Musée de l'Élysée à Lausanne, pour lequel il prépare de nombreuses expositions, consacrées notamment à Rembrandt et Dürer. Son mandat à la tête de l'institution,  marqué par le vol de deux gravures de Rembrandt en 1981, est salué à l'époque par la Gazette de Lausanne et critiqué par L'Hebdo,. Il démissionne en avril 1983, invoquant un manque de personnel. 
Il exerce en parallèle la charge de conservateur de la Fondation William Cuendet & Atelier de Saint-Prex, dont les richesses seront déposées au Cabinet des estampes du Musée Jenisch à Vevey à partir de 1989.
Devenu conservateur indépendant en 1994, il organise des expositions pour les musées en Suisse et à l’étranger principalement dans le domaine des œuvres sur papier. Il a rédigé de très nombreuses préfaces de catalogue et est l’auteur de plusieurs ouvrages sur la peinture, le dessin, la photographie et la gravure.
Depuis 1998, il est le conservateur de la Fondation Jean et Suzanne Planque (il est le neveu par alliance de Jean Planque), qui, après une tournée de treize expositions en Europe, a été déposée en 2011 au Musée Granet d’Aix-en-Provence.

### Éditeur et écrivain
Dès 1972, il dirige la Revue de Belles-Lettres, revue de poésie dont il préparera les sommaires jusqu’en 1988.
En 1981, il crée à Genève les éditions de La Dogana, dont il assure la direction littéraire. Dès 1987, il entre aux Éditions d’Art Albert Skira pour lesquelles il écrit un ouvrage sur Le Collage, divers livres pour les enfants et une monographie sur Gérard de Palézieux, en collaboration avec Yves Bonnefoy. Comme directeur de collection il assume l’édition d’une monographie sur Seurat et quelques gros volumes thématiques sur le Mouvement Dada, la Musique et le Peintre et son modèle.
Son ouvrage L'Univers comme alphabet est publié en 2016, dans lequel « il a réuni un certain nombre des essais qu’il a consacré aux moyens de transcrire la réalité à l’aide du seul binôme noir-blanc, à travers l’art du graveur, du dessinateur ou du photographe », selon le magazine littéraire Le Matricule des anges, qui ajoute dans son avis de lecture : « Qu’il traque la vérité matérielle d’une image, s’intéresse à la question des états d’une gravure ou qu’il rende ostensible ce qu’on ne voit pas qu’elle montre, Rodari ne cesse de démontrer qu’on lit une estampe autant qu’on la contemple. Qu’elle possède un alphabet, qu’elle est une écriture ».

## Publications
- Métamorphoses des crêtes, poèmes, Lausanne, Éditions Payot, 1974[13]
- L’Enfer musical, poèmes d’Alejandra Pizarnik, traduction de l’espagnol, Lausanne, Éditions Payot, 1977
- Le Collage, papiers collés, papiers déchirés, papiers découpés, Génève, Éditions d’Art Albert Skira S.A., 1988[14],[15]
- Un dimanche avec Picasso, Genève, Éditions d’Art Albert Skira S.A., 1992
- Inachèvements, poèmes et essai, accompagnés d’eaux-fortes de Ilse Lierhammer, Vevey, Fondation pour les Arts et les Lettres, 1992
- Un dimanche avec Velàzquez, Genève, Éditions d’Art Albert Skira S.A., 1992
- Un dimanche avec Matisse, Genève, Éditions d’Art Albert Skira S.A., 1993 (Diplôme d’honneur IBBY)
- Palézieux, (avec Yves Bonnefoy), Genève, Éditions d’Art Albert Skira S.A., 1994[16]
- Fragonard, l’instant désiré, Paris, Éditions Herscher, 1994
- Quatre poètes. Pierre Chappuis, Pierre-Alain Tâche, Pierre Voélin, Frédéric Wandelère, préface de Florian Rodari, Lausanne, Éditions l'Age d'Homme, coll. « Poche Suisse » (n° 172), 1998
- Edmond Quinche. Au seuil du visible, Genève, Éditions La Dogana, 2000
- Calvi di Bergolo, Genève, Éditions La Dogana / Turin, Umberto Allemandi, 2003
- Arbres, Fondation William Cuendet & Atelier de Saint-Prex, texte accompagnant un album de huit gravures, s.l. 2007
- Victor Hugo, précurseur a posteriori, Lyon, URDLA, 2007
- Entretiens avec Claude Garache(avec Alain Madeleine-Perdrillat et Marie du Bouchet), Paris, Éditions Hazan, 2010
- A voix nues, poèmes accompagnés de gravures de Claude Garache, Éditions de la revue Conférences, automne 2010
- Kosta Alex, Paris, Éditions Hazan, 2011
- L'univers comme alphabet, essais sur la gravure, le dessin et la photographie, Paris, Gallimard, 2016[17],[3],[18]
- Théâtre des origines, avec des dessins au lavis de Max Schoendorff, Lyon, Éditions La Fosse aux ours, 2017

## Principales expositions
(avec catalogue)
- Dieux et Héros, Cabinet des estampes, Genève 1978
- Fortune, Musée de l’Élysée, Lausanne 1980
- De Niepce à Stieglitz, la photographie gravée, Musée de l’Élysée, Lausanne 1982
- Anatomie de la couleur, l’invention de l’estampe en couleurs, Bibliothèque Nationale de France, Paris 1996 et Musée Olympique, Lausanne 1997 (Prix Estampa)
- Shadows of a hand. Drawings of Victor Hugo, The Drawing Center, New York 1998
- Untitled Passages of Henri Michaux, The Drawing Center, New York 2000
- Picasso, les 347, en collaboration avec Nicole Minder, Cabinet des estampes du Musée Jenisch, Vevey 2001
- Graver la lumière, Cabinet des estampes du Musée Jenisch, Vevey 2002
- De Cézanne à Picasso. La collection Planque, Lausanne – Winterthur – Marseille– Barcelona– Paris–Bruxelles–Wuppertal –Torino –Tarragona –Bilbao – Palma de Mallorca –Münster –St-Louis (Alsace)
- Strade di polvere. Gregorio Calvi di Bergolo. Dipinti 1931-1978, Torino 2008
- L’Esprit de la lettre, Maison de Victor Hugo, Paris 2008
- Victor Hugo, dessins visionnaires, Fondation de l’Hermitage, Lausanne 2009[19]
- Jacques-Henri Lartigue, Un Món flotant, Barcelone-Madrid-Palma-Saragosse 2009 2012
- De Durero a Morandi, Espagne 2010 - 2012
- L’exemple de Cézanne, Musée Granet, Aix-en-Provence 2011
- Robert Nanteuil, graveur du roi, Musée Jenisch, Vevey, 2013[20]
- Hans Berger, Chapelle des Pénitents, Granet XXe, Aix-en-Provence, 2015
- Claude Mellan, l'écriture de la méthode, Musée Jenisch, Vevey, 2016
- Hollan / Garache, Chapelle des Pénitents, Granet XXe, Aix-en-Provence, 2017
- Impressions fortes. L'estampe en cent chefs-d'oeuvre, Musée de Lodève, Lodève, 2017
- Picasso, lever de rideau. L'arène, l'atelier, l'alcôve, Musée Jenisch, Vevey, 2018 / Musée Angladon, Avignon, 2019[21]
- Stones to stains, Hammer Foundation, Los Angeles, 2018
- Traverser la lumière, Aix-en-Provence/Münster/Roubaix, 2018-2020
- Rien que pour vos yeux , Musée Jenisch, Veney, 2019-2020
- Palézieux, Fondation Custodia, Paris, 2019/Musée Jenisch, Vevey, 2020[22]

## Principaux articles
- « Balthus l’énigmatique », in Catalogue exposition Balthus, Musée national d’art moderne, Centre Georges Pompidou, Paris 1984
- « L’impondérable, improbable écriture », in Catalogue Exposition Islamic Calligraphy, Calligraphie islamique, Genève, Musée d’Art et d’Histoire, London, Royal Academy of Art 1988
- « Notes pour un voyage au centre de la peinture », in Catalogue Exposition Bram van Velde, Musée national d’art moderne, Centre Georges Pompidou, Paris 1989
- « Errò, pêcheur d’Islande », in Catalogue Exposition Errò, Galerie Sonia Zannettacci, Genève 1991
- « Dans la proximité du feu », essai in Catalogue Exosition Rolf Iseli, Galerie Jan Krugier, Genève 1993
- « Une nostalgie créatrice », in Simple promesse, Éditions La Dogana, Genève 1994
- « L’Homme de plume », in Catalogue Exposition Henri Michaux, Musée Rath, Genève 1993 / Musée Cantini, Marseille 1994 / IVAM, Valencia, 1994
- « Déclics » in Catalogue Exposition Balthasar Burkhard, Eloge de l’ombre, Musée Rath, Genève 1997
- « Le discours des yeux » in Rembrandt, les collections du Cabinet cantonal des estampes de Vevey, Musée Jenisch, Vevey 1997
- « L’œil du chasseur », in Catalogue Exposition Tal-Coat devant l’image, Musée Rath, Genève, Musée d’Interlinden, Colmar, Musée Picasso, Antibes 1997
- « Affinités électives », in Catalogue de l'exposition Corps à vif. Art et anatomie, Musée d’art et d’histoire, Genève 1998
- « Nocturnal Effects », in Palézieux’s Prints et Catalogie Exposition Palézieux. Meditations in print, The Rembrandt House Museum, Amsterdam 2000
- « Giacometti l’ajusteur », in Catalogue exposition Le dessin à l’œuvre, Musée national d’art moderne, Centre Georges Pompidou, Paris 2001
- « Marcher aveugle », in Catalogue exposition  Stéphane Brunner. Nouvelles peintures, La Dogana, Genève 2002
- « La voix, l’envol »[23] in  Hugo Wolf. Le Tombeau d’Anacréon, Éditions La Dogana, Genève 2004
- « Fruits de l’émerveillement », in Arbres, chemins, fleurs et fruits[24], aquarelles et dessins d’Anne-Marie Jaccottet, Éditions La Dogana, Genève 2008
- « De l’air volé... », in Le Second Enfer d’Étienne Dolet, Éditions Artulis, Paris 2012
- « Dans l’espace précipité », in Pietro Sarto, Éditions Bibliothèque des Arts, Lausanne 2012
- « De la brièveté », Ugo Wolf, Italienisches Liederbuch, La Dogana, Genève, 2014
- « Chercheur et nomade », in Alexandre Hollan, une monographie, Ed. de Corvaloup, Bruxelles, 2014
- « Quel artiste que l'abîme ! », in La Mélancolie des pierres, exposition Fondation Pierre Arnaud, Lens, 2015
- « Proche, lointain », in Catalogue raisonné d'Astrid de La Forest, Éditions des Cendres, Paris, 2018

## Prix et distinctions
- 1994 : (international) « Honour List »[25] de l' IBBY pour Un dimanche avec Matisse